# Jan Lehane
Janice Patricia (Jan) Lehane (Grenfell, 9 juli 1941) is een voormalig tennisspeelster uit Australië. Lehane speelt rechtshandig en heeft een tweehandige backhand. Zij was actief in het internationale tennis van 1958 tot en met 1982. Op 19 februari 1966 trad zij in het huwelijk met James John O'Neill – daarna speelde zij onder de naam Jan Lehane-O'Neill of Jan O'Neill.

## Loopbaan
Lehane speelde al in november 1956 (op vijftienjarige leeftijd) op het New South Wales Championship in Sydney, bij het dubbelspel. In maart 1957 werd zij gesignaleerd op het Australian hard court championship in Sydney, nu in het enkelspel. Nog diezelfde maand won zij, samen met Elizabeth Fenton, de dubbelspeltitel op het New South Wales Hard Court Championship, een klein toernooi in Dubbo. In september 1957 won Lehane de enkelspeltitel op het Sydney Metropolitan Hard Courts Championship, een klein toernooi in Sydney – in de finale versloeg zij Norma Marsh.
Op het Australisch grandslamtoernooi won Lehane tweemaal de enkelspeltitel bij de junioren: in 1958, en in 1959 door Margaret Smith (de latere Margaret Court) te verslaan. In de vier jaren daarna (1960–1963) bereikte zij op dit grandslamtoernooi de enkelspelfinale, waar zij steeds de duimen moest leggen voor diezelfde Smith, die zij op bijna alle toernooien tegenkwam. Slechts éénmaal nog wist zij haar grote concurrente in een enkelspelfinale te verslaan, in november 1960 op het New South Wales Championship in Sydney.
In 1961 bezocht Lehane Nederland, om te spelen op 't Melkhuisje. Zij won de enkelspeltitel, door de Belgische Christiane Mercelis in de finale te verslaan, maar in de dubbelspelfinale moest Lehane (met Robyn Ebbern aan haar zijde) de zege laten aan de Belgische, die samenspeelde met Mimi Arnold (VS). In het gemengd dubbelspel won Lehane, geflankeerd door Bob Howe, dan weer wèl de titel.
In de periode 1961–1963 speelde Lehane in het dubbelspel bijna uitsluitend met Lesley Turner – dit koppel bereikte in totaal vijftien keer een finale, waarvan zij er vijf wonnen.
In 1963 maakte Lehane deel uit van het Australische Fed Cup-team – zij behaalde daar een winst/verlies-balans van 3–0.
Naast de vier verloren grandslamfinales in het enkelspel bereikte (en verloor) Lehane ook in het vrouwendubbelspel driemaal een grandslamfinale: op het Australisch tenniskampioenschap 1961 (met Mary Hawton), op Wimbledon 1961 (met Margaret Smith) en op het Australisch tenniskampioenschap 1963 (met Lesley Turner). In het gemengd dubbelspel daarentegen wist zij twee keer de titel te grijpen, eenmaal op het Australisch tenniskampioenschap 1960 (met Zuid-Afrikaan Trevor Fancutt) en andermaal op het Australisch tenniskampioenschap 1961 (met Bob Hewitt) – een derde finale, in 1964 (met de Brit Mike Sangster), kon zij niet verzilveren.
Lehane won haar laatste enkelspeltitel in 1964 op het WTA-toernooi van Aix-en-Provence, waar zij landgenote Madonna Schacht in de finale versloeg. Haar laatste enkelspelfinale bereikte zij in 1967, inmiddels spelend onder de naam O'Neill, op het WTA-toernooi van Gstaad – zij verloor deze van de Zuid-Afrikaanse Annette van Zyl. Zij won haar laatste dubbelspeltitel in 1973 op het Australisch gravelkampioenschap, samen met Jill Emmerson. Zij had haar laatste grandslamdeelname in 1977 op het Australian Open, waar zij in het enkelspel de tweede ronde en in het dubbelspel, samen met Lesley Turner (intussen Bowrey), de halve finale bereikte. Ten slotte in 1982 bereikte zij haar laatste dubbelspelfinale, op het Avon Futures-kampioenschap in Austin samen met de Zweedse Mimmi Wikstedt.
In 2018 werd Jan Lehane-O'Neill opgenomen in de Australische Tennis Hall of Fame.

## Palmares

### Finaleplaatsen enkelspel
| nr.              | finale     | toernooi            | ondergrond | tegenstandster      | score         |         |
| ---------------- | ---------- | ------------------- | ---------- | ------------------- | ------------- | ------- |
| gewonnen finales |            |                     |            |                     |               |         |
| 01.              | 1959-04-11 | WTA Melbourne       | gravel     | Lorraine Coghlan    | 6-0, 2-6, 6-2 | [ 14 ]  |
| 02.              | 1960-11-19 | WTA Sydney          | gras       | Margaret Smith      | 6-1, 6-3      | [ 7 ]   |
| 03.              | 1961-07-30 | WTA Hilversum       | gravel     | Christiane Mercelis | 6-4, 6-0      | [ 15 ]  |
| 04.              | 1962-06-16 | WTA Beckenham       | gras       | Lesley Turner       | 7-5, 6-3      | [ 16 ]  |
| 05.              | 1964-04-05 | WTA Aix-en-Provence | gravel     | Madonna Schacht     | 6-1, 6-0      | [ 8 ]   |
| verloren finales |            |                     |            |                     |               |         |
| 01.              | 1958-11-16 | WTA Adelaide        | gras       | Sandra Reynolds     | 4-6, 2-6      | [ 17 ]  |
| 02.              | 1960-02-01 | Australian Open     | gras       | Margaret Smith      | 5-7, 2-6      | details |
| 03.              | 1961-01-14 | WTA Adelaide        | gras       | Margaret Smith      | 3-6, 0-6      | [ 18 ]  |
| 04.              | 1961-01-30 | Australian Open     | gras       | Margaret Smith      | 1-6, 4-6      | details |
| 05.              | 1962-01-02 | WTA Sydney          | gras       | Margaret Smith      | 0-6, 3-6      | [ 19 ]  |
| 06.              | 1962-01-15 | Australian Open     | gras       | Margaret Smith      | 0-6, 2-6      | details |
| 07.              | 1962-10-21 | WTA Brisbane        | gravel     | Lesley Turner       | 6-4, 4-6, 4-6 | [ 20 ]  |
| 08.              | 1962-10-28 | WTA Brisbane        | gras       | Margaret Smith      | 3-6, 4-6      | [ 21 ]  |
| 09.              | 1963-01-19 | Australian Open     | gras       | Margaret Smith      | 2-6, 2-6      | details |
| 10.              | 1963-04-21 | WTA Aix-en-Provence | gravel     | Lesley Turner       | 7-5, 4-6, 3-6 | [ 22 ]  |
| 11.              | 1963-06-15 | WTA Beckenham       | gras       | Margaret Smith      | 0-6, 1-6      | [ 23 ]  |
| 12.              | 1963-11-23 | WTA Adelaide        | gras       | Margaret Smith      | 3-6, 1-6      | [ 24 ]  |
| 13.              | 1964-02-09 | WTA Auckland        | gras       | Margaret Smith      | 4-6, 6-3, 0-6 | [ 25 ]  |
| 14.              | 1964-06-07 | WTA Lausanne        | gravel     | Margaret Smith      | 6-2, 6-8, 2-6 | [ 26 ]  |
| 15.              | 1967-07-23 | WTA Gstaad          | gravel     | Annette van Zyl     | 1-6, 6-3, 3-6 | [ 9 ]   |

### Finaleplaatsen vrouwendubbelspel
| nr.              | finale     | toernooi            | ondergrond | partner        | tegenstandsters                   | score         |         |
| ---------------- | ---------- | ------------------- | ---------- | -------------- | --------------------------------- | ------------- | ------- |
| gewonnen finales |            |                     |            |                |                                   |               |         |
| 01.              | 1960-03-20 | WTA Bathurst        | gravel     | Mary Hawton    | Lesley Turner Noelene Turner      | 6-4, 8-6      | [ 27 ]  |
| 02.              | 1961-01-14 | WTA Adelaide        | gras       | Margaret Smith | Robyn Ebbern Madonna Schacht      | 6-4, 6-1      | [ 18 ]  |
| 03.              | 1961-05-15 | WTA Turijn          | gravel     | Lesley Turner  | Mary Reitano Margaret Smith       | 2-6, 6-1, 6-1 | [ 28 ]  |
| 04.              | 1962-06-16 | WTA Beckenham       | gras       | Lesley Turner  | Robyn Ebbern Madonna Schacht      | 7-5, 6-4      | [ 16 ]  |
| 05.              | 1962-10-28 | WTA Brisbane        | gras       | Lesley Turner  | Robyn Ebbern Margaret Smith       | 6-3, 7-5      | [ 21 ]  |
| 06.              | 1962-12-01 | WTA Sydney          | gras       | Lesley Turner  | Elizabeth Starkie Judy Tegart     | 6-4, 6-3      | [ 29 ]  |
| 07.              | 1963-04-21 | WTA Aix-en-Provence | gravel     | Lesley Turner  | Christiane Mercelis Věra Suková   | 6-3, 6-4      | [ 22 ]  |
| 08.              | 1964-02-09 | WTA Auckland        | gras       | Margaret Smith | Ethne Green Elizabeth Terry       | 6-2, 6-2      | [ 25 ]  |
| 09.              | 1964-04-05 | WTA Aix-en-Provence | gravel     | Helga Schultze | Jeanine Lieffrig Madonna Schacht  | 6-3, 7-5      | [ 8 ]   |
| 10.              | 1973-12-02 | WTA Sydney          | gravel     | Jill Emmerson  | Peggy Michel Janet Young          | 7-6, 4-6, 7-6 | [ 10 ]  |
| verloren finales |            |                     |            |                |                                   |               |         |
| 01.              | 1960-12-03 | WTA Melbourne       | gras       | Mary Hawton    | Mary Reitano Margaret Smith       | 6-3, 0-6, 4-6 | [ 30 ]  |
| 02.              | 1961-01-30 | Australian Open     | gras       | Mary Hawton    | Mary Reitano Margaret Smith       | 4-6, 6-3, 5-7 | details |
| 03.              | 1961-06-10 | WTA Manchester      | gras       | Margaret Smith | Sandra Reynolds Renée Schuurman   | 6-1, 5-7, 2-6 | [ 31 ]  |
| 04.              | 1961-07-08 | Wimbledon           | gras       | Margaret Smith | Karen Hantze Billie Jean Moffitt  | 3-6, 4-6      | details |
| 05.              | 1961-07-30 | WTA Hilversum       | gravel     | Robyn Ebbern   | Mimi Arnold Christiane Mercelis   | 7-9, 1-6      | [ 15 ]  |
| 06.              | 1961-08-20 | WTA Manchester      | gras       | Margaret Smith | Donna Floyd Belmar Gunderson      | 4-6, 6-2, 4-6 | [ 32 ]  |
| 07.              | 1961-11-25 | WTA Adelaide        | gras       | Lesley Turner  | Robyn Ebbern Margaret Smith       | 7-5, 2-6, 3-6 | [ 33 ]  |
| 08.              | 1962-05-20 | WTA Lugano          | gravel     | Lesley Turner  | Justina Bricka Margaret Smith     | 3-6, 2-6      | [ 34 ]  |
| 09.              | 1962-10-21 | WTA Brisbane        | gravel     | Lesley Turner  | Robyn Ebbern Fay Toyne            | 5-7, 6-3, 1-6 | [ 20 ]  |
| 10.              | 1962-12-15 | WTA Melbourne       | gras       | Lesley Turner  | Robyn Ebbern Margaret Smith       | 4-6, 0-6      | [ 35 ]  |
| 11.              | 1963-01-19 | Australian Open     | gras       | Lesley Turner  | Robyn Ebbern Margaret Smith       | 1-6, 3-6      | details |
| 12.              | 1963-06-15 | WTA Beckenham       | gras       | Lesley Turner  | Robyn Ebbern Margaret Smith       | 7-5, 2-6, 2-6 | [ 23 ]  |
| 13.              | 1963-11-02 | WTA Brisbane        | gras       | Lesley Turner  | Robyn Ebbern Margaret Smith       | 9-11, 2-6     | [ 36 ]  |
| 14.              | 1963-11-18 | WTA Sydney          | gras       | Lesley Turner  | Robyn Ebbern Margaret Smith       | 4-6, 3-6      | [ 37 ]  |
| 15.              | 1963-11-23 | WTA Adelaide        | gras       | Lesley Turner  | Robyn Ebbern Margaret Smith       | 1-6, 2-6      | [ 24 ]  |
| 16.              | 1963-12-08 | WTA Melbourne       | gras       | Lesley Turner  | Robyn Ebbern Margaret Smith       | 4-6, 1-6      | [ 38 ]  |
| 17.              | 1964-08-02 | WTA Hannover        | gravel     | Robyn Ebbern   | Margaret Smith Lesley Turner      | 4-6, 2-6      | [ 39 ]  |
| 18.              | 1969-10-22 | WTA Rockdale        | gravel     | Winnie Shaw    | Karen Krantzcke Kerry Melville    | 6-4, 2-6, 3-6 | [ 40 ]  |
| 19.              | 1982-03-21 | WTA Austin          | tapijt (i) | Mimmi Wikstedt | Patricia Medrado Cláudia Monteiro | 0-6, 1-6      | [ 12 ]  |

### Finaleplaatsen gemengd dubbelspel
| nr.              | finale     | toernooi        | ondergrond | partner        | tegenstanders               | score         |         |
| ---------------- | ---------- | --------------- | ---------- | -------------- | --------------------------- | ------------- | ------- |
| gewonnen finales |            |                 |            |                |                             |               |         |
| 1.               | 1960-02-01 | Australian Open | gras       | Trevor Fancutt | Mary Reitano Bob Mark       | 6-2, 7-5      | details |
| 2.               | 1961-01-30 | Australian Open | gras       | Bob Hewitt     | Mary Reitano John Pearce    | 9-7, 6-2      | details |
| verloren finales |            |                 |            |                |                             |               |         |
| 1.               | 1960-03-20 | WTA Bathurst    | gravel     | Robert Howe    | Mary Hawton Rod Laver       | 6-1, 3-6, 4-6 | [ 27 ]  |
| 2.               | 1961-05-15 | WTA Turijn      | gravel     | Bob Hewitt     | Margaret Smith Roy Emerson  | 1-6, 1-6      | [ 28 ]  |
| 3.               | 1963-05-05 | WTA Napels      | gravel     | Robert Howe    | Margaret Smith Ken Fletcher | forfait       | [ 41 ]  |
| 4.               | 1964-01-13 | Australian Open | gras       | Mike Sangster  | Margaret Smith Ken Fletcher | 3-6, 2-6      | details |
| 5.               | 1964-02-09 | WTA Auckland    | gras       | John Newcombe  | Margaret Smith Fred Stolle  | 4-6, 4-6      | [ 25 ]  |

## Resultaten grandslamtoernooien
| Legenda | Legenda                          |
| ------- | -------------------------------- |
| g.t.    | geen toernooi gehouden           |
| l.c.    | lagere categorie                 |
| –       | niet deelgenomen                 |
| G       | uitgeschakeld in de groepsfase   |
| 1R      | uitgeschakeld in de eerste ronde |
| 2R      | uitgeschakeld in de tweede ronde |
| 3R      | uitgeschakeld in de derde ronde  |
| 4R      | uitgeschakeld in de vierde ronde |
| KF      | uitgeschakeld in de kwartfinale  |
| HF      | uitgeschakeld in de halve finale |
| F       | de finale verloren               |
| W       | het toernooi gewonnen            |
| w-v     | winst/verlies-balans             |

### Enkelspel
| Australian Open | 1R | HF | F  | F  | F  | F  | HF | 2R | 3R | 3R | KF | 2R | 2R | – |
| Roland Garros   | –  | –  | KF | 4R | KF | KF | KF | –  | 3R | –  | –  | –  | –  | – |
| Wimbledon       | –  | –  | 1R | 4R | 3R | KF | 3R | –  | 4R | –  | –  | –  | –  | – |
| US Open         | –  | –  | KF | KF | 3R | –  | –  | –  | –  | –  | –  | –  | –  | – |

### Vrouwendubbelspel
| Australian Open | HF | HF | F  | HF | F  | –  | HF | KF | KF | KF | 1R | HF | – |
| Roland Garros   | –  | HF | HF | HF | 2R | KF | –  | 3R | –  | –  | –  | –  | – |
| Wimbledon       | –  | HF | F  | KF | 2R | 3R | –  | 3R | –  | –  | –  | –  | – |
| US Open         | –  | –  | –  | –  | –  | –  | –  | –  | –  | –  | –  | –  | – |

### Gemengd dubbelspel
| toernooi        | 1960 | 1961 | 1962 | 1963 | 1964 |    | 1966 | 1967 |
| --------------- | ---- | ---- | ---- | ---- | ---- | -- | ---- | ---- |
| Australian Open | W    | W    | HF   | HF   | F    | 1R | HF   |      |
| Roland Garros   | –    | HF   | 2R   | 3R   | 2R   | –  | 1R   |      |
| Wimbledon       | 4R   | 2R   | 4R   | 3R   | 3R   | –  | 2R   |      |
| US Open         | –    | –    | –    | –    | –    | –  | –    |      |